# Vélez-Rubio
Vélez-Rubio ist eine südspanische Kleinstadt mit 6.613 Einwohnern (Stand: 2024) im Nordosten der Provinz Almería in der autonomen Region Andalusien.

## Lage
Vélez-Rubio liegt knapp 170 km nordöstlich der Provinzhauptstadt Almería bzw. ca. 117 km südwestlich von Murcia an der Autovía de Andalucia (A91/A92) in einer Höhe von ca. 840 m ü. d. M. Das Klima im Winter ist gemäßigt, im Sommer dagegen warm bis heiß; die geringen Niederschlagsmengen (ca. 410 mm/Jahr) fallen – mit Ausnahme der nahezu regenlosen Sommermonate – verteilt übers ganze Jahr.

## Bevölkerungsentwicklung
| Jahr      | 1857   | 1900   | 1950   | 2000  | 2020  |
| Einwohner | 11.438 | 10.109 | 10.054 | 6.519 | 6.507 |

Die deutliche Bevölkerungsrückgang in der zweiten Hälfte des 20. Jahrhunderts ist im Wesentlichen auf die Mechanisierung der Landwirtschaft und den damit einhergehenden Verlust von Arbeitsplätzen zurückzuführen.

## Wirtschaft
Vélez-Rubio liegt in der ländlichen Zone der Provinz Almería; es werden hauptsächlich Getreide, Mandeln und Oliven angebaut. Auch die Viehzucht spielt eine nicht unbedeutende Rolle. Im Ort selbst haben sich Kleinhändler, Handwerker und Dienstleistungsbetriebe aller Art angesiedelt.

## Geschichte
Auf dem Gemeindegebiet wurden neolithische und bronzezeitliche Kleinfunde gemacht. In römischer Zeit verlief die Straße von Cartago (Cartagena) nach Castulo (bei Linares) hier entlang. Zwei Teilstücke eines möglicherweise westgotischen Säulenschafts(?) wurden vor wenigen Jahren bei Erdarbeiten gefunden. Aus islamischer Zeit ist der Ortsname Velad al-Ahmar überliefert; er lag auf dem mauerumgürteten Burgberg (castellón) nahe der Grenze zu den Taifa-Königreichen Murcia und Granada. Im Jahr 1488 wurde er von den Truppen der Katholischen Könige Isabella I. von Kastilien und Ferdinand II. von Aragón zurückerobert (reconquista) und dem Herzog von Alba übergeben, der sie jedoch bereits im Jahr 1507 an das neugeschaffene Marquisat von Vélez abtreten musste. Im 16. Jahrhundert verlagerte sich die Siedlung an ihre heutige Stelle. Im 18. und 19. Jahrhundert erlebte die Kleinstadt ihre Blütezeit.

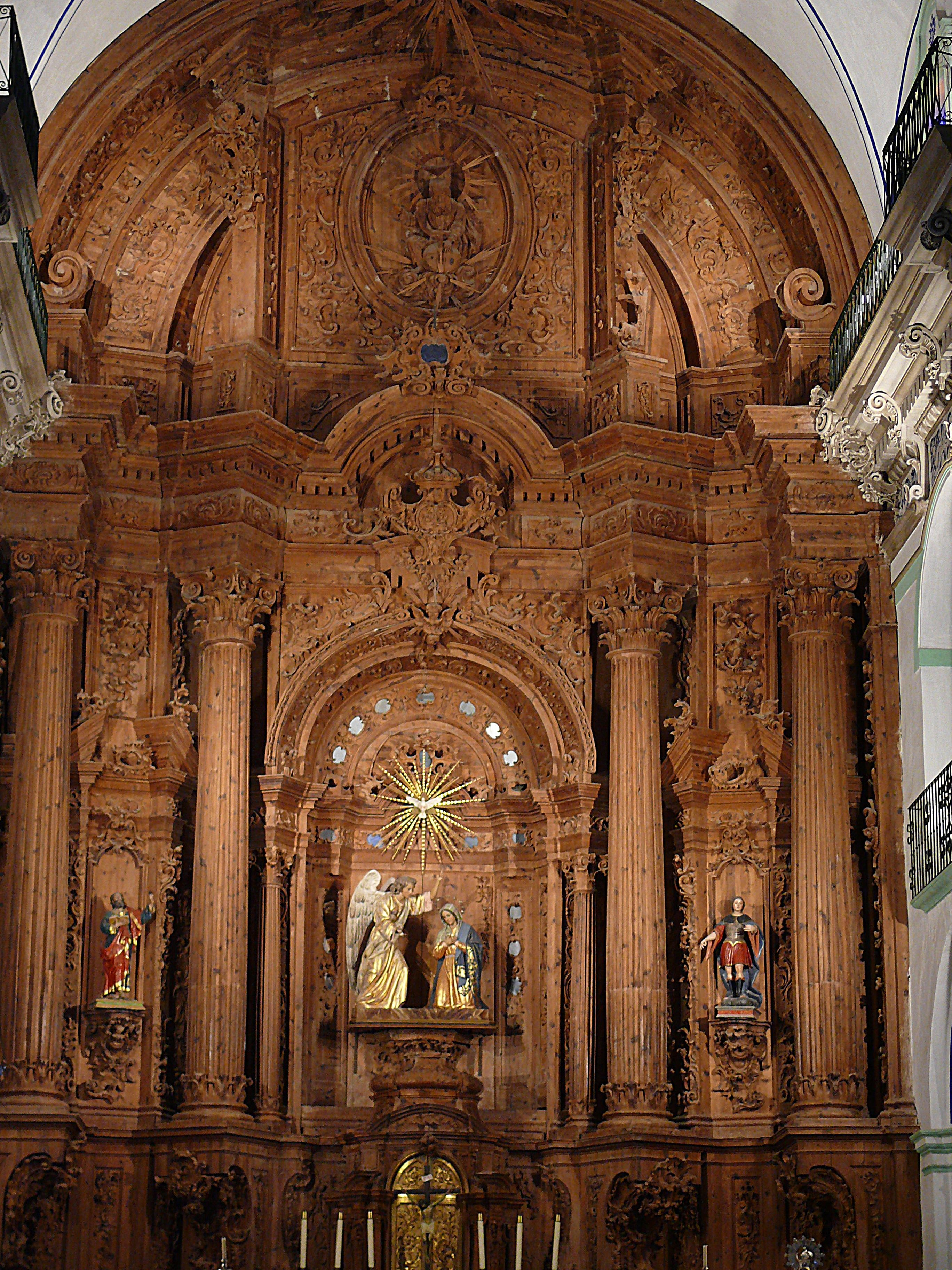
Altarretabel der Iglesia de N. S. de la Encarnación

## Sehenswürdigkeiten
- Von der Festung (castillo) des Ortes ist – außer dem Bergfried (torre del homenaje) und einer Zisterne (aljibe) nicht mehr viel erhalten.[10]
- Die zweitürmige, größtenteils aus Ziegelsteinen erbaute Iglesia de Nuestra Señora de la Encarnación entstand in den Jahren 1573 bis 1768; sie und der davor gelegene Platz bilden noch immer das Zentrum der Stadt. Der Mittelteil der Fassade besteht aus behauenem Naturstein; über dem Portal prangt das spanische Königswappen mit der Kette vom Orden des Goldenen Vlieses. Das dreischiffige Innere verfügt über ein Querhaus und eine überkuppelte Vierung auf einem oktogonalen Tambour. In der Apsis befindet sich ein sehenswertes, ausnahmsweise nicht vergoldetes barockes Altarretabel.[11]
- Die Iglesia de Nuestra Señora del Carmen entstand in den Jahren 1617 bis 1628. Ihr Äußeres ist eher schlicht, doch im Innern befinden sich mehrere Barockaltäre.[12]
- Das im ehemaligen Hospital Real untergebrachten Museo Comarcal Velezano präsentiert zahlreiche Fundstücke aus allen Zeitepochen der Region, darunter auch den bereits erwähnten Säulenschaft.[13]

## Söhne und Töchter
- Celestino Miguel Fernández Pérez (1895–1972), römisch-katholischer Ordensgeistlicher, Bischof von San Marcos
- Cristóbal López Romero (* 1952), römisch-katholischer Geistlicher, Erzbischof von Rabat in Marokko